# Estadio Alfredo Di Stéfano
Estadio Alfredo Di Stéfano – stadion wchodzący w skład kompleksu sportowego Ciudad Real Madrid, znajdującego się w miasteczku treningowym Valdebebas i używany przede wszystkim przez Real Madryt Castilla, rezerwy Realu Madryt, ale także inne drużyny niższych kategorii tego klubu. Obiekt może pomieścić 6000 kibiców.
Oficjalna inauguracja stadionu miała miejsce 9 maja 2006 roku. Z tej okazji, Real Madryt rozegrał mecz towarzyski z francuskim Stade de Reims, klubem, który grał z madryckim zespołem w pierwszym finale Pucharu Europy w roku 1956. Spotkanie zakończyło się wynikiem 6:1 dla Los Blancos, a zdobywcami bramek dla gospodarzy byli: Roberto Soldado (2), Antonio Cassano (2), Sergio Ramos oraz José Manuel Jurado.